# Alleanza Nazionale Egiziana
L'Alleanza Nazione egiziana (in arabo: تحالف الأمة المصرية; Tahalof El-Umma El-Masriya, nota anche come Alleanza Nazionale, Alleanza Patriottica egiziana, Alleanza per la nazione egiziana, Coalizione della nazione egiziana o Coalizione Nazionale Egiziana) è stata coalizione di 12 partiti.
I suoi partiti principali sono stati il Partito El-Thawra Ghad, il Partito del Fronte Democratico, il Neo-Wafd, e 9 altri partiti. Comprende anche forze di Sinistra, come la Corrente Popolare Egiziana, il Partito Socialista Alleanza Popolare e il Partito Socialdemocratico Egiziano.
Tuttavia, non è del tutto chiaro quali partiti fossero affiliati alla coalizione e quali, invece, avevano semplicemente un'intesa.

## Partiti affiliati
- Partito dei Liberi Egiziani
- Neo-Wafd
- Coalizione Rivoluzionaria Democratica (composta dal Partito Nazionale Unionista Progressista, Partito Comunista Egiziano, Partito dell'Alleanza Socialista Popolare, Partito Socialista d'Egitto ed altri partiti minori)
- Partito Conferenza
- Partito Social Democratico Egiziano
- Partito della Vittoria
- Partito della Liberazione Egiziana
- Partito della Dignità